# Love so sweet
《Love so sweet》是嵐的第18枚單曲。於2007年2月21日發行。唱片公司為J Storm。收錄於原創專輯《Time》及精選專輯《1999-2009 完全精選!》。

## 解說
- 與前作相距約半年，接續2005年的《WISH》，成為成員松本潤《花樣男子2》主題曲。
- 初動銷量突破20萬枚。上一次已是2002年的《a Day in Our Life》的事了。
- 組合連續第7張Oricon冠軍單曲，亦是Oricon的第1001張冠軍單曲。連續5週進入TOP10，於嵐而言是歷時最長的一次。
- 分初回盤、通常盤2種發售。封套有所不同之餘，通常盤更追加收錄了由成員自行創作的新歌。
- 在第60回NHK紅白歌合戰以組曲形式演唱（A·RA·SHI + Love so sweet + Happiness + Believe）

## 收錄曲

### 初回限定盤
1. Love so sweet
（作詞：SPIN　作曲：youth case）
東京廣播公司連續劇《花樣男子2》主題曲（松本潤主演）
2. 天長地久（いつまでも）
（作詞：SPIN　Rap詞：櫻井翔　作曲：多田慎也）
花王「8x4 Powder Spray」廣告歌
3. Fight Song
（作詞：嵐　作曲：二宮和也）
日本電視台節目《G之嵐！》官方應援歌

### 通常盤
1. Love so sweet
2. 天長地久
3. Love so sweet（Original Karaoke）
4. 天長地久（Original Karaoke）